# Lluvia Loxar
Lluvia Loxar (ロクサー ジュビア?, Jubia Rokusā) è un personaggio immaginario e una dei protagonisti del manga Fairy Tail, scritto e disegnato da Hiro Mashima, e nei relativi media derivati. Inizialmente introdotta come antagonista tra le file della gilda Phantom Lord, si unisce in seguito all'organizzazione protagonista e ne diventa uno dei membri di maggior spicco. Lluvia è una maga capace di manipolare l'acqua a proprio piacimento e di assumerne anche la consistenza all'occorrenza. Mai Nakahara la interpreta in tutte le sue apparizioni animate e videoludiche in lingua giapponese, mentre nell'edizione italiana della serie televisiva anime è doppiata da Perla Liberatori.

## Creazione e sviluppo
Il termine "Lluvia" in lingua spagnola significa "pioggia", fatto che porterebbe a pensare che sia stato scelto per l'abilità del personaggio di manipolare l'acqua e attirare la pioggia. Tuttavia, Mashima afferma in chiusura al ventisettesimo volume tankōbon di non ricordare esattamente il motivo di questa scelta, ma che comunque lo adora attribuito a lei.

## Descrizione del personaggio

### Aspetto e caratterizzazione
Lluvia è una giovane e bellissima ragazza di 17 anni, con lunghi capelli blu chiaro, occhi blu scuro e pelle pallida. Quando è stata introdotta indossava un raffinato cappotto invernale blu marino, degli stivali marrone scuro, uno scialle di pelliccia blu con il Teru Teru Bōzu attaccato in mezzo e un cappello cosacco russo. Spesso portava con sé un piccolo ombrello rosa a cuori vittoriano. Dopo che si è unita a Fairy Tail, ha tagliato i suoi lunghi capelli e ha indossato abiti più sbarazzini (di colore bianco con corsetto e contorni blu e azzurri). Però, quando sentì che Gray Surge (omologo di Gray su Edolas) aveva una cotta per la sua omologa di Edolas, cominciò a indossare nuovamente i vecchi vestiti e il vecchio taglio di capelli, ad eccezione del Teru Teru Bozu, il quale ha scambiato per un emblema di Fairy Tail. In seguito cambierà nuovamente taglio di capelli, lasciandoli sciolti e ondulati. Lei chiama questi cambi di stile versioni. Da bambina indossava una maglietta rosa e una gonna azzurra floreale. Il simbolo di Fairy Tail si trova sulla sua coscia sinistra ed è blu indaco.
Quando è stata introdotta per la prima volta, veniva sempre raffigurata con un volto impassibile e si mostrava come la maga più apatica e riservata di Phantom Lord ma dopo l'ingresso a Fairy Tail inizia a sviluppare un atteggiamento più felice e solare. È perdutamente innamorata e ossessionata da Gray Fullbuster e gli è talmente affezionata al punto (specie quando Meredy l'ha minacciato) da infuriarsi così profondamente che finisce con l'assumere un tono e degli atteggiamenti talmente allarmanti e inquietanti da spaventare perfino una persona dal carattere forte e autoritario come Elsa Scarlett. Si preoccupa profondamente di Fairy Tail e dei suoi membri perché è una persona che ci tiene particolarmente ad essere accettata e amata all'interno della gilda considerando la sua infanzia.
In certe occasioni viene spesso mostrato ed enfatizzato come, al di fuori dei suoi tentativi per conquistare Gray, Lluvia sia estremamente pudica per quanto riguarda il suo corpo, infatti non le piace fare la doccia con le altre ragazze. Probabilmente a causa della sua infanzia solitaria, Lluvia tende sempre a riferirsi a sé stessa in terza persona ed è solita ad esclamare spesso la frase "Shin shin to" (suono delle gocce che cadono) a causa della pioggia che era solita portare con sé. Lluvia si è innamorata a prima vista di Gray e, a causa di un malinteso, vede Lucy Heartphilia come una sua rivale. Successivamente lei e Lucy diventano amiche (anche se Lluvia, quando la vede troppo vicina o in sintonia con il mago del ghiaccio, non perde occasione di rimarcare l'astio nei suoi confronti). Si è unita a Fairy Tail per merito della sua amicizia con Lucy e per la calda atmosfera che vi si respira, nonché per stare ancor più vicino a Gray. Non si sa molto della storia di Lluvia, solo che era molto infelice a causa delle persone che la evitavano per via della sua magia della pioggia. Quando si è unita a Fairy Tail si è trasferita Fairy Hills e possiede, come sostiene Lucy, la camera più normale, ma è col passare del manga che inizierà a tappezzarla di foto e pupazzi di Gray.
Le caratteristiche positive più evidenti della personalità di Lluvia tuttavia rimangono il suo coraggio, la sua notevole forza di volontà e la sorprendente propensione al sacrificarsi per gli altri senza indugiare ulteriormente, caratteristica mostrata durante la saga di Luxus quando viene obbligata da Freed Justine a scontrarsi con Cana Alberona oltre che nella saga di Alvaraz quando lei e Gray vengono costretti a scontrarsi fino alla morte di uno dei 2.
Inoltre, dopo aver vissuto con Gray per diversi mesi durante lo scioglimento di Fairy Tail, Lluvia ha acquisito la sua abitudine di spogliarsi quando decide di combattere seriamente.

### Poteri e abilità
Per ragioni tuttora sconosciute, l'unica cosa che si sa per certo è che Lluvia possiede il potere di creare e manipolare liberamente l'acqua fin dall'infanzia dato che la pioggia, evidente manifestazione fisica del suo potere magico, è sempre stata costantemente presente fin da quando ne ha memoria (Lluvia crede addirittura che la pioggia si sia manifestata dal momento in cui è nata). Oltre alla magia è dotata anche di una resistenza incredibile, enormemente superiore a quella di quasi tutti i maghi della gilda poiché è sopravvissuta a tantissimi scontri mortali e si è sempre ripresa velocemente, inoltre possiede dei riflessi molto elevati. Col proseguire della storia Lluvia si è dimostrata una buona combattente anche negli scontri a corpo a corpo e, grazie alla sua esperienza come maga di classe S di Phantom Lord, ha inoltre sviluppato delle ottime abilità di spionaggio ed infiltrazione (dimostrate quando ha aiutato il Team Natsu ad entrare tranquillamente dentro la Torre del Paradiso senza essere rilevati) oltre che una buona conoscenza di altre magie come la Magia Oscura di Simon Mikazuchi.
La sua potenza magica è talmente alta che quando era un membro di Phantom Lord poteva svolgere missioni d'elitè (la maggior parte di esse comprendeva l'annientamento totale di varie gilde oscure al fianco degli altri Element Four e di Gajil) e questo a Fairy Tail, malgrado facesse parte della gilda da sole poche settimane, le ha facilmente permesso di essere selezionata tra gli aspiranti 8 candidati scelti dal Master per l'esame di promozione a rango S. Inoltre, durante il combattimento con Meredy, si è scoperto che il suo potere magico tende ad aumentare esponenzialmente quando è profondamente sopraffatta dalle sue emozioni (dimostrato anche quando ha combattuto contro Gray) o quando sente di dover proteggere qualcuno a lei caro. È inoltre interessante notare che, durante il tragitto verso l'isola Tenro, Lluvia si dimostri completamente insensibile al caldo afoso che invece affligge il resto dei suoi compagni.
Lluvia utilizza una tipologia della magia dell'acqua (水系各種魔法?, Mizu no mahō) conosciuta semplicemente col nome di "Water" (水流?, Wōtā). Con tale capacità ella ha il completo controllo sull'elemento dell'acqua. A seconda dell'utilizzo, l'acqua può essere manipolata a proprio vantaggio e, in base a ciò che la circonda, Lluvia è capace di prendere istintivamente il completo controllo di qualunque massa d'acqua e usarla poi per spazzare via i nemici, può anche aumentare la pressione al punto da rendere l'acqua talmente potente da distruggere completamente la roccia oppure renderla tagliente come una lama capace di tagliare pure il metallo. Lluvia può anche creare col solo pensiero enormi bolle e gabbie d'acqua attorno ai nemici per privarli dell'ossigeno.
Poiché, come lei stessa più volte ha affermato, è fatta interamente di acqua, ha la capacità di trasformare il suo corpo in tale elemento rendendolo intangibile alla maggioranza degli attacchi nemici, il suo corpo d'acqua può inoltre essere utilizzato come un condotto magico per lanciare altri incantesimi, come ha fatto Lucy evocando Aquarius attraverso il corpo di Lluvia. Siccome questa magia è tenuta sotto controllo perlopiù dal suo stato d'animo, di conseguenza Lluvia può anche alterare la temperatura dell'acqua; ad esempio fino a farla diventare talmente bollente (dimostrandolo durante lo scontro con Gray quando pensava che il ragazzo e Lucy fossero fidanzati) da ustionare la pelle e sciogliere addirittura il ghiaccio magico. Infine, essendo una vera esperta di tale magia, può respirare sott'acqua senza l'utilizzo della bolla d'aria.
Lluvia, durante la guerra contro l'Impero di Alvarez, ha dimostrato di saper utilizzare la magia della creazione (造形魔法?, Zokei mahō), utilizzando il tipo "Water Make" (水造形?, Wōta Meiku). Questa magia, che Lluvia ha imparato e perfezionato segretamente, le permette presumibilmente di poter creare, plasmare e manipolare l'acqua dal nulla in tutte le forme che la maga desidera e possedere un certo potere anche per altre fonti di liquidi come ad esempio il sangue.

## Biografia del personaggio
Il passato di Lluvia è molto misterioso; si sa solo che è nata nell'anno X767 e, sin da quando era solo una bambina, veniva maltrattata ed evitata dai suoi coetanei, perché ovunque andava portava la pioggia e il sole non splendeva mai, per questo motivo ha cominciato a cucire bambole Teru Teru Bozu, nel tentativo di far cessare la pioggia (tradizione tipica della cultura giapponese) ma gli altri bambini non smettevano di prenderla ancor più in giro. Col passare degli anni Lluvia cresce e sente spesso, a volte anche involontariamente, la gente che si lamenta di questa incessante pioggia sottolineandone la tristezza, facendo sentire la ragazza sempre più depressa. Per un periodo è stata compagna di squadra  con Bora (della gilda Titan Rose) che poi, sempre a causa della pioggia, se n'è andò. Alla fine è stata accettata dal master di Phantom Lord, Josè Porla, accorgendosi che era la prima volta che qualcuno l'accettava ed entrò a far parte degli Element Four.
Lluvia divenne in poco tempo una dei membri più potenti e temuti di Phantom Lord, stringendo inoltre amicizia con Gajil Redfox, considerato da tutti come il più forte della gilda dopo Josè. Insieme agli Element Four distrusse molte gilde oscure e la loro fama cresceva sempre di più perché il livello degli Element Four era pari a quello dei maghi di classe S della gilda rivale. Durante la guerra con Fairy Tail, venne inviata da Master Josè insieme a Sol per catturare Lucy Heartphilia. Lluvia e Sol catturano Lucy rinchiudendola in un water lock di Lluvia e la portano al quartier generale. Successivamente, quando Jose decide di attaccare Fairy Tail direttamente, Lluvia si scontra con Gray Fullbuster di cui si innamora profondamente. Durante lo scontro, Lluvia per un equivoco pensa che Lucy e Gray siano innamorati ed inizia a combattere contro quest'ultimo in preda alla furia ma viene sconfitta e salvata da Gray e al termine della battaglia vede e sente per la prima volta il sole splendere sopra di lei. Finita la guerra, Phantom Lord viene sciolta dal consiglio e tutti i membri si perdono di vista. Lluvia senza farsi vedere, seguiva Gray ovunque e gli lasciava dei regali.
Natsu, Gray, Lucy ed Elsa ricevono in omaggio da Loki delle prenotazioni in un hotel di lusso e Lluvia decide di seguirli. Un giorno, verso sera, Lluvia decide di farsi avanti e di parlare con Gray, volendo proporsi per entrare a far parte di Fairy Tail e cercando di spiegare a quest'ultimo che non aveva niente contro la sua gilda riguardo durante quel che è successo durante la guerra. Poco dopo, Gray e Lluvia vengono attaccati da un misterioso mago ma quest'ultima protegge in tempo Gray facendolo entrare nel suo corpo d'acqua. Natsu, Lucy e Gray scoprono che Elsa è stata rapita e condotta alla Torre del Paradiso, Lluvia decide di aiutarli.
Grazie ai poteri di Lluvia, il gruppo riesce ad entrare nella torre senza essere visti e una volta entrati iniziano a combattere contro le guardie. Poco dopo incontrano Elsa che si era liberata e spiega a loro la sua storia, rivelandogli che la torre appartiene ad un suo ex amico di nome Gerard e Lluvia ascolta molto attentamente la storia di Elsa. Poco dopo, nel cercare Natsu (che era andato avanti da solo per salvare Happy), i ragazzi si dividono e Lluvia, insieme a Lucy, s'imbatte in uno dei maghi di una gilda assassina assoldati da Gerard, Vidaldus, ed iniziano a combattere. Lluvia viene poi controllata e trasformata in una versione rockettara e disinibita di sé stessa da quest'ultimo e inizia a combattere contro Lucy ma in qualche modo riesce a comunicare con la maga degli spiriti e, alla fine, viene liberata da quest'ultima che attraverso il corpo di Lluvia è riuscita a evocare Aquarius, lo spirito stellare più forte. In seguito sconfiggono il loro nemico unendo i loro poteri con l'unison rayd. Successivamente, lasciano la torre insieme a Gray e ai vecchi amici di Elsa ed in un water lock di Lluvia assistono alla caduta dell'Etherion sulla torre lanciata dal consiglio. Alla fine, la torre viene distrutta e lasciano il luogo.
Una volta lasciata la Torre del Paradiso, Lluvia lascia i ragazzi e decide di andare da Makarov per entrare in Fairy Tail, quest'ultimo senza obiettare l'accoglie nella sua famiglia. Lluvia chiede a Makarov di convincere anche Gajil Redfox ad entrare in Fairy Tail. Makarov decide di aiutare Lluvia e riesce a convincere Gajil ad entrare in Fairy Tail. Lluvia accoglie i ragazzi di ritorno alla gilda riferendogli che è diventata una loro compagna
Lluvia partecipa al concorso di Miss Fairy Tail ma viene trasformata in pietra insieme a Lucy, Elsa, Levy, Bisca e Cana da Evergreen ma successivamente ritorna normale dopo che Evergreen viene sconfitta da Elsa dato che su quest'ultima l'effetto della magia non aveva pienamente funzionato. Insieme a Cana perlustra la città alla ricerca di Luxus ma cadono in una trappola magica di Fried che le costringe a combattere, Lluvia decide di sacrificarsi e di autoeliminarsi per liberare Cana volendo dimostrarsi degna e fiera di essere una maga di Fairy Tail. Successivamente viene soccorsa da Elfman. Alla fine della battaglia, partecipa al festival "Fantasia" insieme a tutta la gilda e lei e Gray interpretano rispettivamente il re e la regina del castello di ghiaccio.
Lluvia non partecipa alla battaglia contro la gilda oscura Oracion Seis perché è impegnata a svolgere altre missioni insieme a Gajil.
Lluvia, insieme a tutti i membri di Fairy Tail e tutti gli abitanti di Magnolia, viene risucchiata dalla magia Anima di Edolas e subito dopo viene trasformata in Lacrima. Successivamente ritorna ad Earthland insieme a tutti gli altri ma non si ricorda assolutamente niente.
Come ogni anno, viene fatto l'esame di promozione a classe S, sull'Isola Tenrou, l'isola sacra di Fairy Tail. I concorrenti in lizza per la promozione sono Natsu, Gray, Cana, Elfman, Levy, Lluvia, Fried e Mest Gryder (che poi si scoprirà essere Doranbolt, un servitore del Concilio). Lluvia fa coppia con Lisanna e durante la prima prova affrontano Elsa ma vengono sconfitte e di conseguenza eliminate dall'esame.
Successivamente, Lluvia insieme a Elsa cerca Wendy e Mest dato che anch'essi sono stati eliminati ma trovano Levy che li avverte che una gilda oscura, Grimoire Heart, si sta dirigendo sull'isola. Durante la loro ricerca Elsa e Lluvia vengono attaccate da un membro dei "7 fratelli del Purgatorio" della gilda nemica, Meredy. Quest'ultima rivela di voler uccidere Gray Fullbuster perché crede sia l'assassino della madre di Ultear: Ur e Lluvia, sentendo queste parole, perde il controllo di sé e scatena una forza talmente sbalorditiva da intimare ad Elsa di lasciare a lei il nemico e di andare a cercare gli altri. Durante il corso del combattimento, Lluvia mette in seria difficoltà Meredy ma quest'ultima con un incantesimo unisce le loro sensazioni a quelle di Gray, così che se Lluvia o Meredy si fossero uccise, anche Gray sarebbe morto. Lluvia, riuscendo a far capire a Meredy l'amore che prova per lui e intimandole di rinunciare a suicidarsi per il bene di chi ama, la convince a smettere di combattere e la magia all'unisono viene spezzata. Successivamente viene salvata dallo stesso Gray che le ordina di inseguire Meredy che trasporta Zeref ma fallisce quando il mago oscuro si risveglia e con la sua ondata omicida uccide un altro membro dei "7 fratelli del Purgatorio" e fa perdere i sensi alle due ragazze.
Infine, per resistere all'attacco finale di Acnologia, il re dei draghi chiamato dallo stesso Zeref (che nel frattempo ha ucciso Hades per punirlo), tutti i maghi di Fairy Tail presenti sull'isola si uniscono in un cerchio e concentrano la loro magia sperando di sfuggire all'attacco del drago. In realtà vengono salvati dall'intervento del Primo Master, Mavis, la quale li ha fatti entrare in uno stato di sonno profondo.
Lluvia si risveglia sette anni dopo insieme a tutti coloro che erano sull'isola perché sono stati protetti da Mavis, il primo master della gilda. Lluvia torna a casa insieme a tutti e per la prima volta ha l'occasione di incontrare l'amico d'infanzia di Gray, Lyon Vastia, che si innamora perdutamente di lei. Quando si viene a conoscenza dell'esistenza dei Gran Palio della Magia e Fairy Tail decide di parteciparvi, Lluvia, insieme a Natsu, Lucy, Elsa, Wendy, Gray e Levy viaggia fino ad arrivare in una località turistica per allenarsi prima dell'inizio dei giochi ma Virgo li invita nel Mondo degli Spiriti Stellari per festeggiare il loro ritorno (in questa occasione stringe una particolare amicizia con Aquarius, uno spirito che solitamente è caratterizzato da una natura estremamente misogina). Tornati ad Earthland scoprono che il tempo scorre diversamente dal mondo degli spiriti stellari e i giochi iniziano a breve ma poco dopo incontrano Gerard, Meredy e Ultear che, grazie ad un nuovo incantesimo, aumenta il loro potere magico.
Fairy Tail partecipa con due team, team A (Natsu, Lucy, Elsa, Gray ed Elfman successivamente sostituito da Wendy) e B (Luxus, Mirajane, Lluvia, Gajil e Gerard come Mistgun, rimpiazzato poi da Cana). Al primo giorno, Lluvia partecipa al primo gioco perché partecipa anche Gray. Durante il gioco sconfigge Lyon facendo guadagnare un punto alla sua squadra ma viene sconfitta dall'attacco di Rufus di Sabertooth. Al quarto giorno, Lluvia partecipa alla battaglia navale dove riesce a sconfiggere tutti tranne Lucy e Minerva ma per colpa di quest'ultima e di una sua distrazione viene eliminata classificandosi così terza e guadagnando solo 8 punti. Dopo che la squadra Raven Tail viene squalificata, Fairy Tail crea un unico e nuovo team per non avere squadre dispari durante le fasi di battaglia.
Il nuovo team comprende Natsu, Gray, Gajil, Luxus ed Elsa. All'ultimo giorno, Lluvia sostituisce Natsu nella squadra perché quest'ultimo ha intenzione di liberare Lucy dalle prigioni del palazzo reale. Durante gli scontri dell'ultimo giorno, Lluvia si scontra comicamente con Shelia e successivamente, insieme a Gray, sconfigge sia lei sia Lyon. Finito il gioco, Fairy Tail è vincitrice dei Gran Palio della Magia.
Poco dopo, il re di Fiore informa che la capitale sta per essere attaccata dai draghi e chiede alle gilde di aiutarlo per proteggere il regno. Tutte le gilde accettano ed iniziano a combattere contro i sette draghi usciti dal portale Eclipse. Lluvia, insieme a Gray, Meredy e Lyon, combatte i mini draghi evocati da uno dei sette draghi e vede morire davanti a lei Gray. Poco dopo, Ultear decide di usare un incantesimo proibito che fa ritornare indietro nel tempo di un minuto il mondo riuscendo a salvare tutti.
Dopo che Luxus, Bixlow, Fried, Evergreen e Yajima vengono attaccati, sconfitti e avvelenati da un membro di Tartaros riuscendo a sopravvivere, Makarov dichiara guerra alla gilda oscura Tartaros. Lluvia insieme a Gray si recano all'abitazione di uno degli Ex-membri del consiglio ma scoprono che Tartaros lo ha già eliminato. Tornati alla gilda, Levy scopre che la base di Tartaros si trova sopra Magnolia. Grazie a Cana, tutti vengono rinchiusi nelle carte magiche e condotti nel Cubo grazie ad Happy, Charle e Lily e Fairy Tail inizia l'assalto a Tartaros. Grazie ad Elsa, trovano un varco ed entrano nella base. Dopo che Mard Geer utilizza la Maledizione Alegria, Lluvia viene assorbita dal mostro Plutogrim.
Viene in seguito liberata grazie al Re degli Spiriti Stellari evocato da Lucy e subito si reca dall'amica insieme a Gray, Natsu e Gajil per salvarla dai demoni Tempesta, Torafusa, Ki-Suu e Silver. La maga insieme ai suoi compagni inizia uno scontro con i demoni. Durante la battaglia, Ki-Suu rivela la verità su Silver alla maga dell'acqua e ad un certo punto della lotta la ragazza viene contattata da Silver telepaticamente che gli chiede di uccidere Ki-Suu poiché così facendo egli potrà tornare nell'aldilà e ritardare il progetto Face. Lluvia dopo un duro scontro sconfigge il demone facendo tornare il padre di Gray nell'aldilà. Una settimana dopo la battaglia, si reca alla tomba dei genitori di Gray per dirgli dell'accaduto e il mago del ghiaccio la ringrazia piangendo.
Un anno dopo si scopre che è andata a vivere insieme a Gray in un villaggio ma poi quest'ultimo la lasciò per infiltrarsi nella gilda oscura Avatar provocando la perdita del controllo dei poteri della ragazza che ritornò così a far piovere sull'intero villaggio. Natsu, Lucy, Wendy, Happy e Charle incontrano Lluvia promettendogli di riportare indietro Gray. Wendy, con la sua magia, cura Lluvia ammalata e, successivamente, insieme alla Dragon Slayer e a Charle raggiunge gli altri nello scontro con la gilda oscura Avatar. Insieme a Gray sconfigge facilmente Braiya. Sconfitta Avatar torna a Magnolia insieme ai ragazzi dove ritrovano i vecchi compagni di gilda e cominciano a ricostruire la gilda.
Lluvia, con Gajil, Elfman, Cana, Mirajane, Lisanna e Levy, si dirige da Luxus e i suoi compagni per farli ritornare a Fairy Tail e per chiedergli aiuto contro l'Impero Alvarez. Con l'aeronave Cristina di Ichiya riescono successivamente a raggiungere e a salvare il Team Natsu, Makarov e Mest dall'attacco di Ajeel Lamur riuscendoci.
Tornata a Fairy Tail si prepara insieme ai suoi compagni al contrattacco di Alvarez e, insieme a Gray, Elfman, Mirajane e Lisanna combatte contro la squadra di Wahl Icht sconfiggendoli. In seguito, insieme a Gray, Elsa, Charle, Wendy e Luxus si dirige a sud di Fiore per supportare le gilde Lamia Scale e Marmeid Heel contro Alvarez. Nello scontro giunge Meredy che supporta Lluvia ma entrambe si vedono successivamente costrette a confrontarsi con i fantasmi di Ki-Suu e Zancrow, evocati da Neinhart, membro degli Spriggan Twelve. Meredy con la sua magia unisce il suo potere magico a quello di Lluvia e insieme sconfiggono Zancrow e Ki-Suu.
Quando Irene Belserion lancia su tutto il continente Universe One, Lluvia, insieme a Gray e ad Elsa, si ritrova separata da Wendy e gli altri, tuttavia i 3 ritrovano Natsu, Lucy ed Happy sotto le mura della città reale dove si accorgono di essere spiati sempre dalla Spriggan Irene, accortasi della presenza di Elsa nel gruppo, successivamente tutti i membri di Fairy Tail vengono contattati telepaticamente da una voce femminile che li implora di raggiungere la gilda perché Mavis era in pericolo e subito ad essa si unisce anche quella di Gajil che serviva da conferma che questa voce era di un'alleata.
Lluvia e gli altri sono il primo gruppo a giungere dinanzi ad una Magnolia totalmente modificata e a partire all'attacco, seguiti successivamente da quasi tutto il resto dei compagni (tra cui Gildarts) più alcuni maghi di altre gilde che, oltre a spianargli la strada, gli tengono occupati alcuni Spriggan.
Successivamente Lluvia viene congelata insieme ad Happy, Lucy e Natsu dallo Spriggan Invel ma successivamente liberata dal Dragon Slayer di Fuoco che finisce con l'essere rapito insieme a Lucy ed Happy dalla Spriggan Brandish che se li porta via, Invel a quel punto, notando il potere del Devil Slayer e l'oscurità di Gray, lancia su quest'ultimo e Lluvia un incantesimo che li incatena e li forza a combattere tra loro contro la loro volontà perché desideroso che Gray, uccidendo la compagna, risvegli la rabbia necessaria per distruggere END. Lluvia tuttavia, riesce a riprendere un minimo il controllo e decide di sacrificarsi trafiggendosi il cuore, Gray tuttavia, non volendo perderla, si suicida anche lui poiché rammaricato di non essere riuscito a proteggerla e cadendo a terra insieme a lei. Invel, deluso e scioccato, si allontana. Gray improvvisamente si risveglia accorgendosi che il sangue di Lluvia gli sta guarendo le ferite entrando dentro di lui. Lluvia a quel punto gli comunica mentalmente di aver imparato e perfezionato un nuovo tipo di magia e che, se questo può permettere a Gray di vivere, non le dispiace affatto di doversi sacrificare comunicandogli che lei comunque gli starà sempre accanto perché vivrà dentro di lui. Fortunatamente Charle la trova con la sua precognizione e Wendy, con la sua magia, la rianima salvandola. Si reca insieme a Wendy da Gray facendolo calmare dopo che questi ha visto che ella è viva.
Dopo aver sconfitto Zeref e Alvarez Acnologia comincia a seminare distruzione su Earthland. Lucy prova a utilizzare Fairy Sphere per imprigionarlo ma questi alla fine viene sconfitto da Natsu e gli altri dragon slayer.
Un anno dopo la guerra contro l'impero Alvarez e Acnologia, Lucy è diventata una scrittrice famosa vincendo un ricco premio e tutta la gilda festeggia. Lluvia mostra a Gray la cicatrice sull'addome di un anno prima e il mago del ghiaccio le riferisce di non preoccuparsi, mostrandosi protettivo nei suoi confronti, dicendole che il suo corpo è anche suo, e che resterà sempre e comunque bella.
Lluvia viene coinvolta nella missione dei cent'anni del gruppo di Elsa suo malgrado insieme al resto della gilda a causa di Faris, che fa loro il lavaggio del cervello con la sua magia. Quando la magia viene annullata Lluvia assiste Gray nel combattimento contro una incarnazione del potere di Aldoron, uno dei Cinque Draghi Divini, ma viene catturata e usata per potenziare il suo potere. Nel sentire Gray definirla come ciò che gli dà la forza di vivere, Lluvia si emoziona tanto da iniziare a generare acqua bollente, danneggiando il nemico, poi Gray la congelerà temporaneamente per usarla come arma personale e vincere il combattimento.

## Accoglienza
Commentando l'arco narrativo di Tartaros, Sayaka Ōhara — doppiatrice giapponese di Elsa Scarlett — ritiene che Lluvia sia il personaggio che splende maggiormente tra tutti; a suo dire, la "quantità di angoscia e tristezza" vanno ben oltre la sua immaginazione, ma al tempo stesso ha percepito una crescita significativa del personaggio, aggiungendo che nelle fasi finali la maga dell'acqua sarebbe divenuta una donna ancora migliore.

### Notorietà e merchandising
Nel 2020 viene commercializzato un dakimakura prodotto da Hobby Japan Co., Ltd. a lei dedicato.